# Taça de Angola de Hóquei em Patins de 2017
A Taça de Angola de Hóquei em Patins é a segunda maior competição de hóquei em patins em Angola, e é disputada por todos os clubes Angolanos. 

## Quartos de Final
| Equipe 1            | Total | Equipe 2                 | 1.º jogo | 2.º jogo |
| ------------------- | ----- | ------------------------ | -------- | -------- |
| Académica de Luanda | 17–4  | Exército                 | 10–2     | 7–2      |
| 1º de Agosto        | 8-1   | Sagrado Coração de Jesus | 3–1      | 5–0      |
| Marinha de Guerra   | 9–1   | Estado Maior             | 3–0      | 6–1      |

## Meias de Final
| Equipe 1            | Total | Equipe 2          | 1.º jogo | 2.º jogo |
| ------------------- | ----- | ----------------- | -------- | -------- |
| Petro de Luanda     | 7–3   | Marinha de Guerra | 5–1      | 2–2      |
| Académica de Luanda | 7-3   | 1º de Agosto      | 2–1      | 5–2      |

## Final
|                     | Res.  |                 |
| ------------------- | ----- | --------------- |
| Académica de Luanda | 9 – 2 | Petro de Luanda |

Marcadores:
Académica Luanda - Pi(5), Didi (1), Chiquinho (1), Marcio Fernandes (1) e Ny (1)
Petro de Luanda - Chipico (1),Zidane (1)

## Ligações Externas

### Sítios Angolanos
- «Federação Angolana de Hóquei Patins». www.fap-patinagem.com
- «Petro de Luanda». www.petrodeluanda.net. Consultado em 19 de junho de 2018. Arquivado do original em 16 de abril de 2009
- «Primeiro de Agosto». www.primeiroagosto.com
- «jornaldosdesportos». jornaldosdesportos.sapo.ao
- «ANGOP, Angência Angola Press com atualidade do Hóquei Patins neste País». www.portalangop.co.ao

### Internacional
- «Ligações ao Hóquei em todo o Mundo». rink-hockey.net. Consultado em 19 de junho de 2018. Arquivado do original em 16 de março de 2010